# Kanton Romorantin-Lanthenay-Sud
Der Kanton Romorantin-Lanthenay-Sud war von 1985 bis 2015 ein französischer Wahlkreis im Arrondissement Romorantin-Lanthenay, im Département Loir-et-Cher und in der Region Centre-Val de Loire.
Der Kanton Romorantin-Lanthenay-Sud hatte 9.410 Einwohner (Stand: 2012).

## Gemeinden
Der Kanton umfasste die Wahlberechtigten aus vier Gemeinden:
| Gemeinde             | Einwohner  | Code postal | Code Insee |
| -------------------- | ---------- | ----------- | ---------- |
| Loreux               | 255        | 41200       | 41118      |
| Pruniers-en-Sologne  | 2128       | 41200       | 41185      |
| Romorantin-Lanthenay | 18.350 (1) | 41200       | 41194      |
| Villeherviers        | 498        | 41200       | 41282      |

(1) teilweise